# Тэжик, Теодор Чеславович
Теодо́р Че́славович Тэ́жик (род. 7 февраля 1946, Электросталь, Московская область) — советский и российский художник, скульптор, художник-постановщик, художник по костюмам, театральный художник. Создатель оригинальной, ассоциативной, метафорической визуализации и фантастических, сложных в техническом исполнении конструкций — таких, как пепелац для фильма «Кин-дза-дза!» или гигантская надувная волынка-картофелина, ощетинившаяся звучащими трубами. В его творчестве уживаются разнообразные формы и жанры: живопись, скульптура, монументальное искусство, сценарная разработка, дизайн, кино, драматический театр, опера, мюзикл, балет.

## Биография и творчество

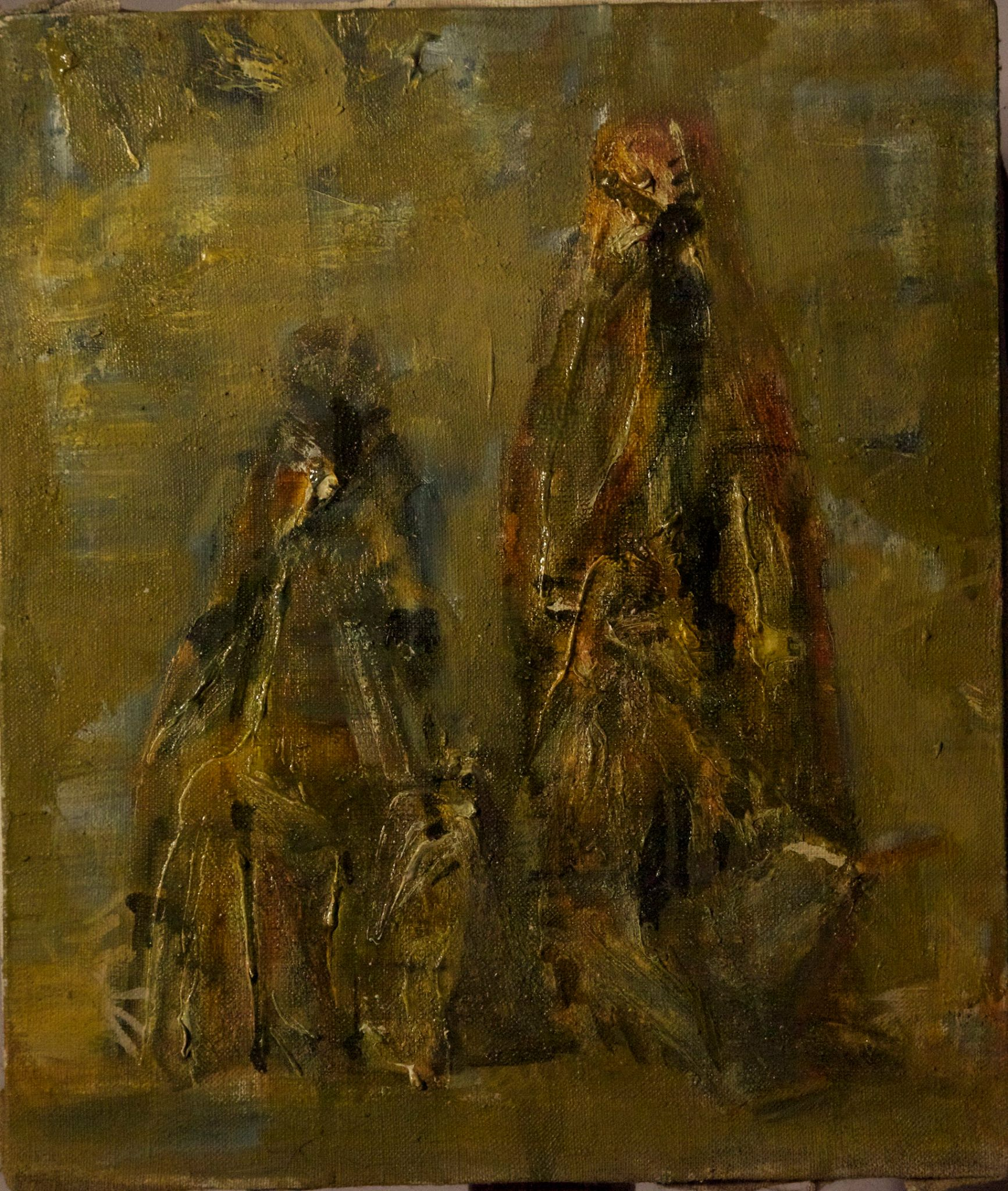
В пустыне. Теодор Тэжик. Холст, масло, 30х35

Родился в Электростали Московской области. Отец — чех, предки которого жили в Богемии, мать — русская, из Мариинска Кемеровской области.
Окончил Московскую центральную художественную школу, в 1970 году — Московский художественный институт имени Сурикова по мастерской профессора В. Ф. Рындина, театрального художника-конструктивиста, тяготевшего к ёмким метафорам, сочетавшего условные конструкции с живописными декорациями, эмоциональную насыщенность с лаконизмом образов.
С 1970 года участвовал в коллективных и персональных зарубежных выставках живописи. Работы Теодора Тэжика находятся в европейских частных коллекциях Вены, Лондона, Парижа, Франкфурта-на-Майне. По его словам, живопись для него — основная профессия, которая из-за неумения реализовывать свои произведения не приносит средств для существования.
Создал серию городских памятников — «Пегас», «Памятник обывателю», «Памятник времени, потерянному на мытье посуды» и другие.
В 2005 году Теодор Тэжик в Париже создал серию гигантских скульптур и объектов «Зелёные», а в Нижнем Тагиле установил «Памятник замученному металлу».
Широта взглядов художника обусловлена его отношением к книгам, на силе которых «цивилизация, видимо, держится…». При этом Тэжик особо выделяет иероглифическое мышление:

Текст, смысл должны передаваться необезличенно. Любые древние тексты, знаки-иероглифы, подобно книгам, необходимо беречь и сохранять. Ведь иероглиф, как знаковый символ, стоит гораздо выше буквы. Значение иероглифа одновременно эмоциональное и логическое, и очень информативное. Гораздо более ёмкое, чем слово, сотканное из букв.— Теодор Тэжик. На чём держится мир

## Гибель «Пегаса»
«Пегас», ассамбляж из сваренных разнородных металлов, долгое время находился на Комсомольском проспекте Москвы, напротив здания Союза писателей России, но после скандала их руководства о принадлежности недвижимых памятников культуры исчез. Со слов скульптора, владельцы одноимённого ресторана, расположенного в здании и закрытого из-за дрязг писателей, посчитали, что стоимость «Пегаса», символический авторский гонорар за который составил всего один доллар, будет приемлемой компенсацией их потерям. Проект обошёлся скульптору в пять тысяч долларов США, не считая стоимости произведённой реставрации, также осуществлённой самим автором за собственный счёт, когда «Пегаса» однажды покрасили серебрянкой и начистили до самоварного состояния, убрав всю патину. По предположению Тэжика, «Пегас» стоит на даче у кого-то из бывших хозяев ресторана.

## От мультфильмов к кинофильмам
В 1972 году как художник-постановщик Теодор Тэжик создал мультфильм «Мастер из Кламси» по мотивам произведения Ромена Роллана «Кола Брюньон», отмеченный призом Парижской синематеки. В 1973 году появились «Немухинские музыканты», в 1977 году — «Старый дом».
В 1974 году как художник-постановщик фильмов работал над первоначальной, уничтоженной версией картины «Раба любви» «Нечаянные радости» режиссёра Рустама Хамдамова, над «Сказкой странствий» Александра Митты, получившей премию на Лондонском фестивале экзотических фильмов, совместно с Александром Самулекиным — над фильмом «Кин-дза-дза!» Георгия Данелии, совместно с В. Зенковым — над фильмом «Жена керосинщика» Александра Кайдановского (премия ФИПРЕССИ на МКФ в Амстердаме), над телефильмом «Остров ржавого генерала».
«Кин-дза-дза!» получил только одну международную премию — на кинофестивале в Сан-Пауло, — за изобразительное решение. По словам Тэжика, Георгий Данелия не только не поздравил его с этой победой, но «…даже не уведомил о том, что картина получила награду».

## Международные проекты

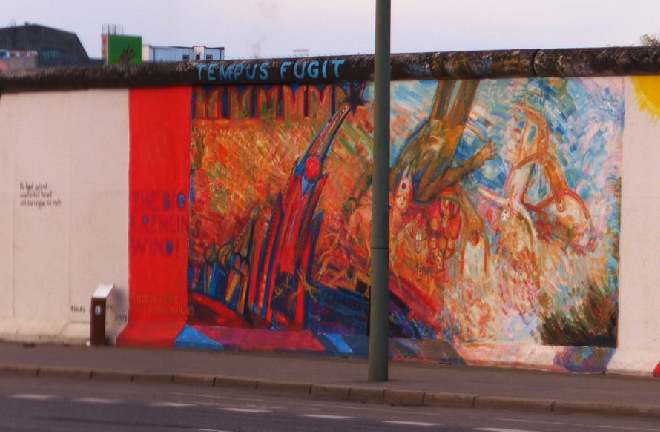
«Большой кремлёвский ветер», 1989 год, роспись на Берлинской стене

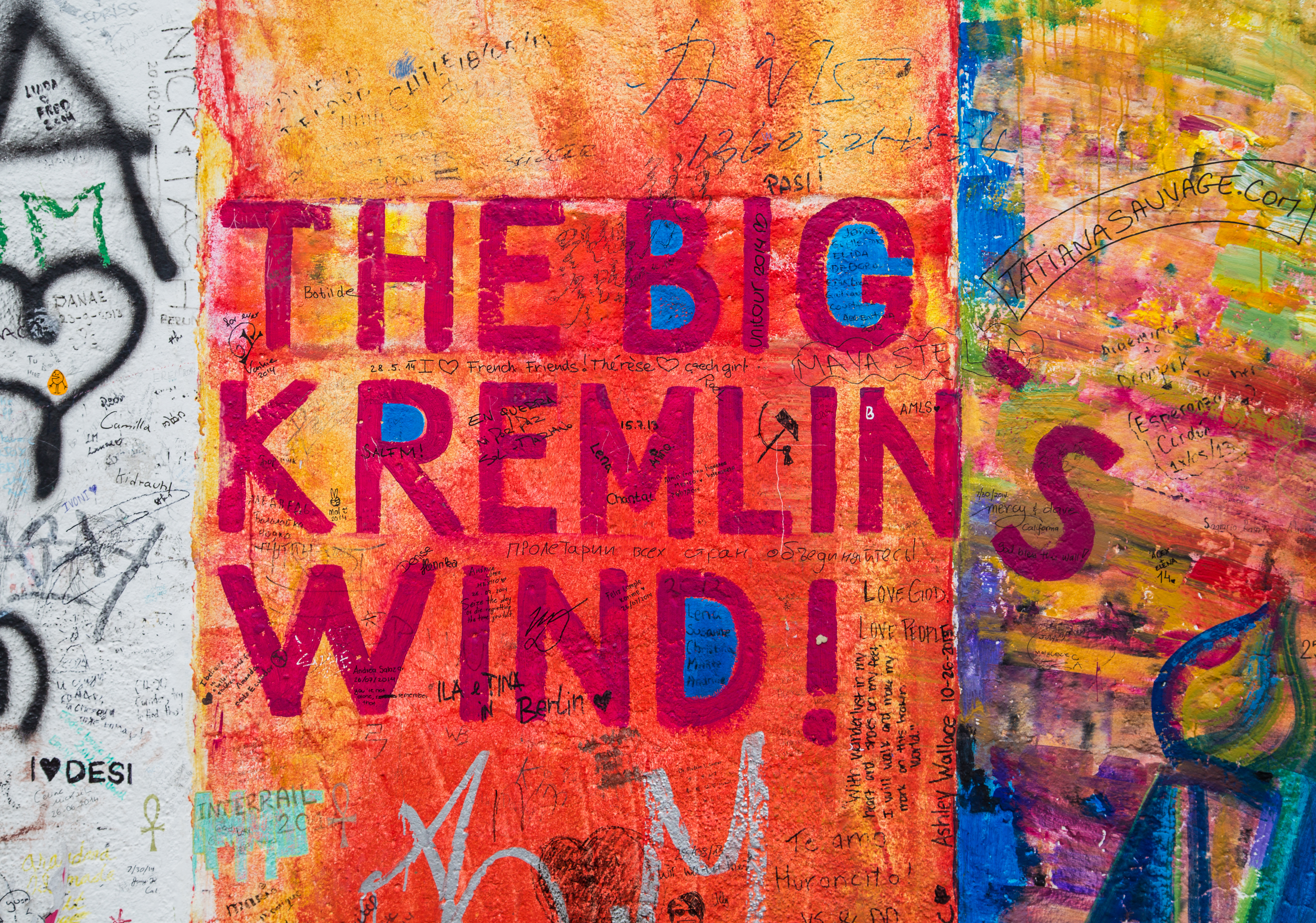
«Большой кремлёвский ветер», фрагмент росписи

В 1989 году Теодор Тэжик стал первым российским художником, расписавшим часть Берлинской стены: за два дня им было создано полотно под названием «Большой кремлёвский ветер». Вот как художник раскрывал свой замысел: 

 …Спасская башня изгибалась, как кипарис, а из её ворот на нас летел мусор, и мы понимали, что это толпа людей, и первым, возглавляя толпу и перелетая через Берлинскую стену, был Горбачёв…— Из интервью журналисту Сергею Павленко
С 1989 по 1994 год занимался международными гуманитарными проектами: «Русская церковная хоровая музыка в тюрьмах Южной Германии» и «Андреевский крест» для Венецианского карнавала.
Теодор Тэжик был художником-постановщиком видеоклипов: в 1996 году создал клип «Дорога в облака» группы «Браво», в 1997 году — «Гарсон № 2» Б. Гребенщикова.
В 1998 году работал художником в театре «Лицедеи» с Вячеславом Полуниным (спектакль-фантасмагория «Дьябло»).
В 2001 году был главным художником Всемирной театральной олимпиады в Москве.
Тэжик является автором и постановщиком собственных спектаклей — «Дурная бесконечность» (фестиваль «Физических театров» в Токио в 2002 году), «Дурная бесконечность 2» и «Осень империи» (Москва).

## «Большая монтажная репетиция»
В конце января 2005 года в Центре Вс. Мейерхольда Тэжик реализовал проект «Большая монтажная репетиция». Вначале Тэжик задумал вывезти свою «Дурную бесконечность» на фестиваль в Эдинбурге. Для этого необходимо было снять предлагаемую постановку на камеру и подготовить заявку, поэтому название «Большая монтажная репетиция» нужно было понимать буквально. Два дня в освобождённом от кресел зале Центра Вс. Мейерхольда были выставлены объекты — гигантские волынки, «звуковые стробоскопы», надувные объекты — с которыми пластические актёры взаимодействовали «по мере сил, возможностей и фантазии» — импровизировали. К участию в «Большой монтажной репетиции» были привлечены Вячеслав Полунин, Дмитрий Дибров, скрипачка Татьяна Гринденко со своим ансамблем «Opus Post», волынщик дядя Вова Лазерсон, музыкант-перкуссионист Марк Пекарский и другие, в том числе актёр японского театра Буто.

## «Трансформаторная будка»

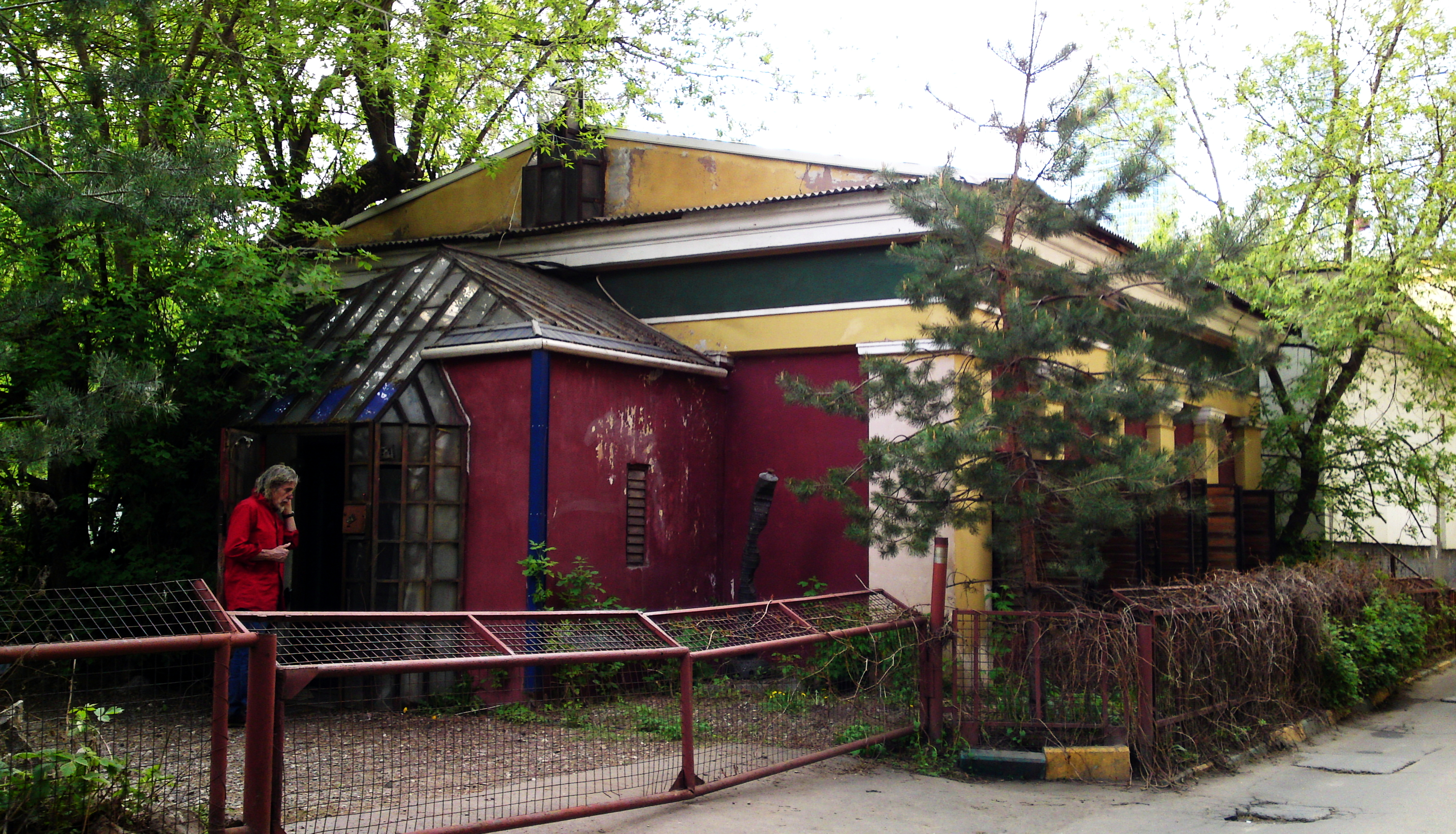
Мастерская художника Теодора Тэжика. На заднем плане — «Москва-Сити»

С 1993 года Теодор Тэжик — владелец учреждения культуры «Галерея проект Андреевский крест», заброшенного здания трансформаторной подстанции на Студенческой улице Москвы, переделанного в музей-мастерскую. Это здание, оказавшееся ненужным после перехода стоящих рядом домов со 127 на 220 вольт, после внутренней реконструкции стало для Тэжика не только студией, но и домом. По словам журналистки и писательницы Дины Радбель, «Теодор Тэжик сочинил мир планеты Плюк в фильме „Кин-дза-дза“ и придумал свой собственный — в бывшей трансформаторной будке». «Трансформаторная будка» — популярное место для съёмок сюжетов о его творчестве.

## Опера, балет и музыка
С 1985 года Теодор Тэжик сотрудничает с хореографами Сергеем Бобровым и Илзе Лиепа — спектакли «Антигона» («Дочь Эдипа») и «Федра», балет «Весна священная» (2010) на музыку Игоря Стравинского.
В 2008 году своё 30-летие Красноярский театр оперы и балета отметил концертом-феерией «Магический свет». Идея художественного воплощения программы, в которой в неожиданной форме были поданы самые известные балетные и вокальные номера, принадлежала Теодору Тэжику. В этом же году была показана новая версии рок-оперы «Звезда и смерть Хоакина Мурьеты» композитора А. Рыбникова, в которой сценография, костюмы и эффекты создавались им же.
В том же 2008 году совместно с армянским музыкантом и композитором Дживаном Гаспаряном построил дудук в пять раз больший обычного. Целью этого проекта было создание подобия иерихонской трубы.
Осенью 2009 года спектакль пермского «Театра-Театра» «Жизнь человека», созданный Тэжиком в сотрудничестве с режиссёром Борисом Мильграмом и композитором Владимиром Чекасиным, был номинирован на национальную премию «Золотая маска».
В 2012 году в Красноярском театре оперы и балета состоялась премьера оперы Рихарда Штрауса «Электра», где художником-постановщиком был Теодор Тэжик.
В 2014 году был приглашён Астраханским театром оперы и балета в качестве художника-постановщика сценическо-хореографической кантаты «Carmina Burana» (Бойренские песни) на музыку Карла Орфа. Премьера состоялась в октябре 2014 года и вызвала большой интерес публики и специалистов. О своей работе над «Carmina Burana» Теодор Тэжик сказал так:

Это жесткий визуальный аскетизм и существование в нём заблудших в истории душ. Нет ни героев, ни жертв… Есть только течение времени и его музыкальное выражение. Обостренный интерес к этому произведению на сегодняшний день снова показывает, что слушатель-зритель по-прежнему загипнотизирован этим произведением, которое ставит больше вопросов, чем дает ответов…— Видеоконференция с художником

## Театр в Полях

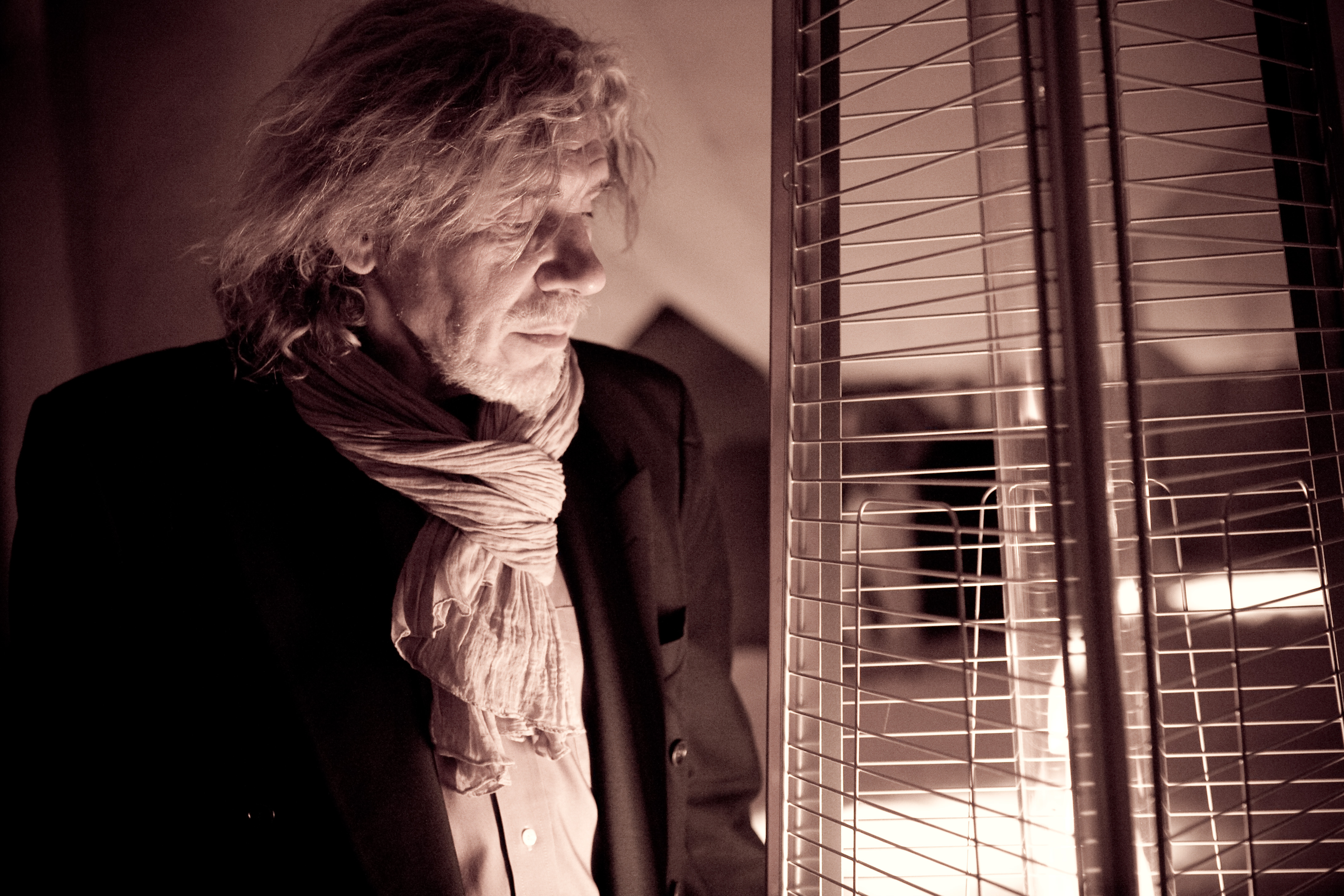
Теодор Тэжик в канун дня всех святых в Театре на Полях, 2009

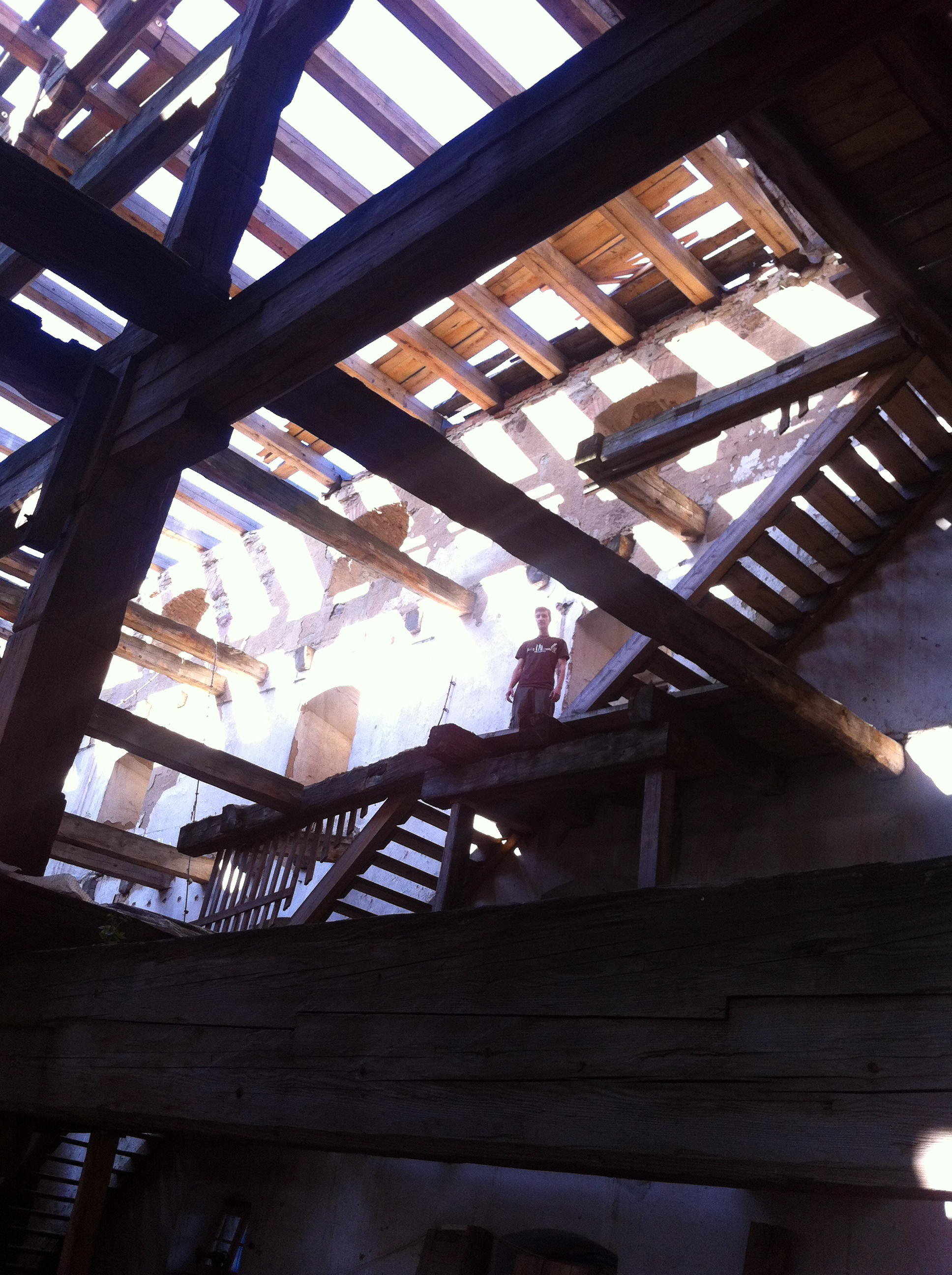
Театр в Полях (Богемия) в развитии

С 2009 года и по настоящее время в Богемии, в местечке Брестяны у города Злонице, где в 1854—1857 годах обучался теории музыки, игре на альте, фортепиано и органе чешский композитор Антонин Дворжак, при поддержке Министерства культуры Чешской Республики и частных компаний России, Чехии и США, Теодор Тэжик по своему проекту трансформирует памятник культуры — здание самого большого в Европе зернохранилища (называемого на чешский манер «сыпкой»), построенного в 1730 году и принадлежавшего семье Кинских, — в благоустроенный культурный центр «Театр в Полях». Возведена крыша, установлен уникальный орган.

На странице в Facebook, посвящённой данному проекту, сообщается: 
«…здание обладает архитектурными и акустическими свойствами, позволяющими создать уникальную театральную площадку, сохранив внутреннюю деревянную конструкцию, проёмы окон, деревянные лестницы и переходы. Театр также является идеальным нестандартным пространством, позволяющим организацию выставок, концертов, семинаров и мастер классов».
Так постепенно Тэжик выходит за рамки представлений о себе как о художнике и расширяет пространство своего многогранного творчества до масштабов Вселенной.

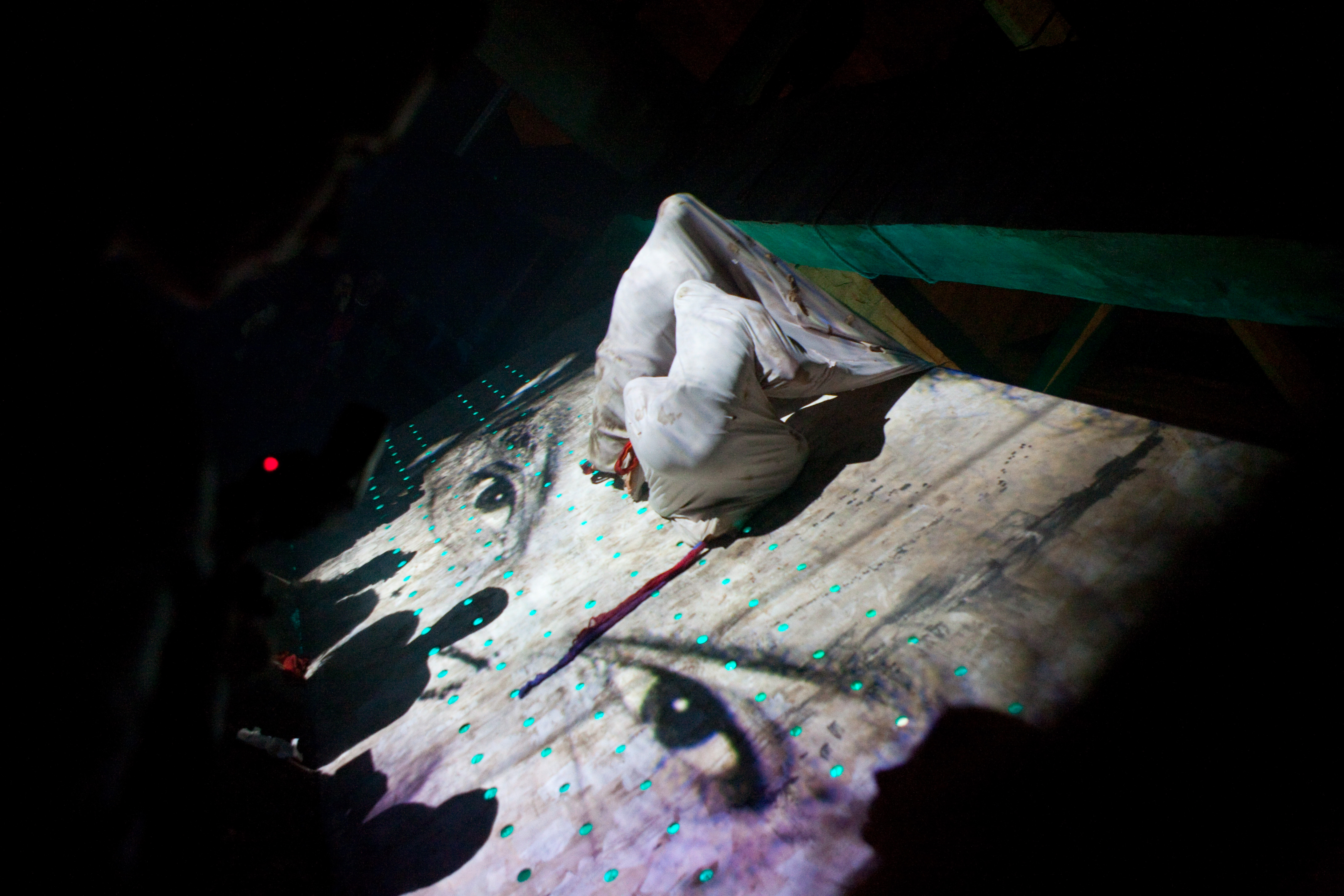
Театр в Полях. Канун дня всех святых. Пробуждение третьего глаза
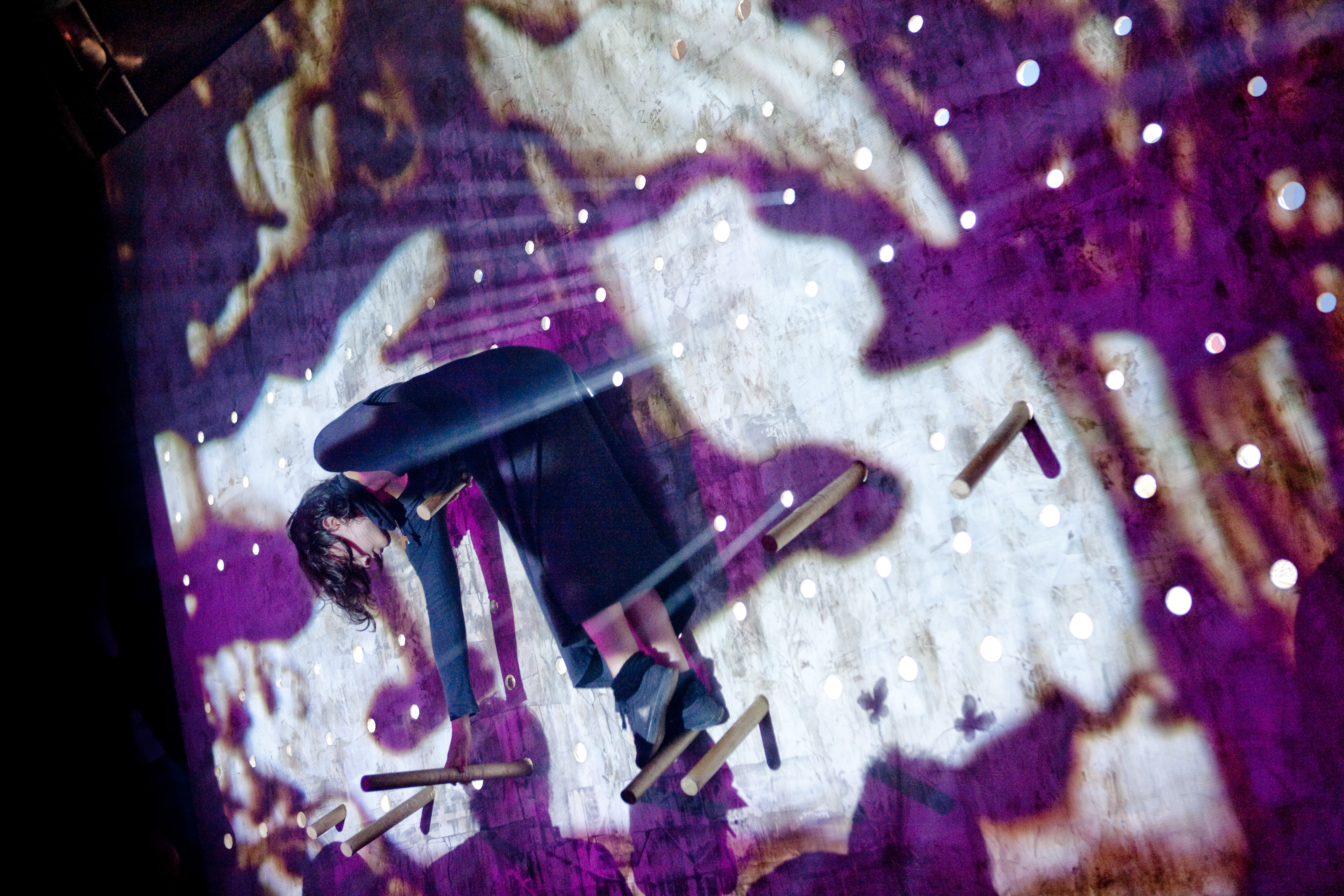
Театр в Полях. Ангел поднимающийся
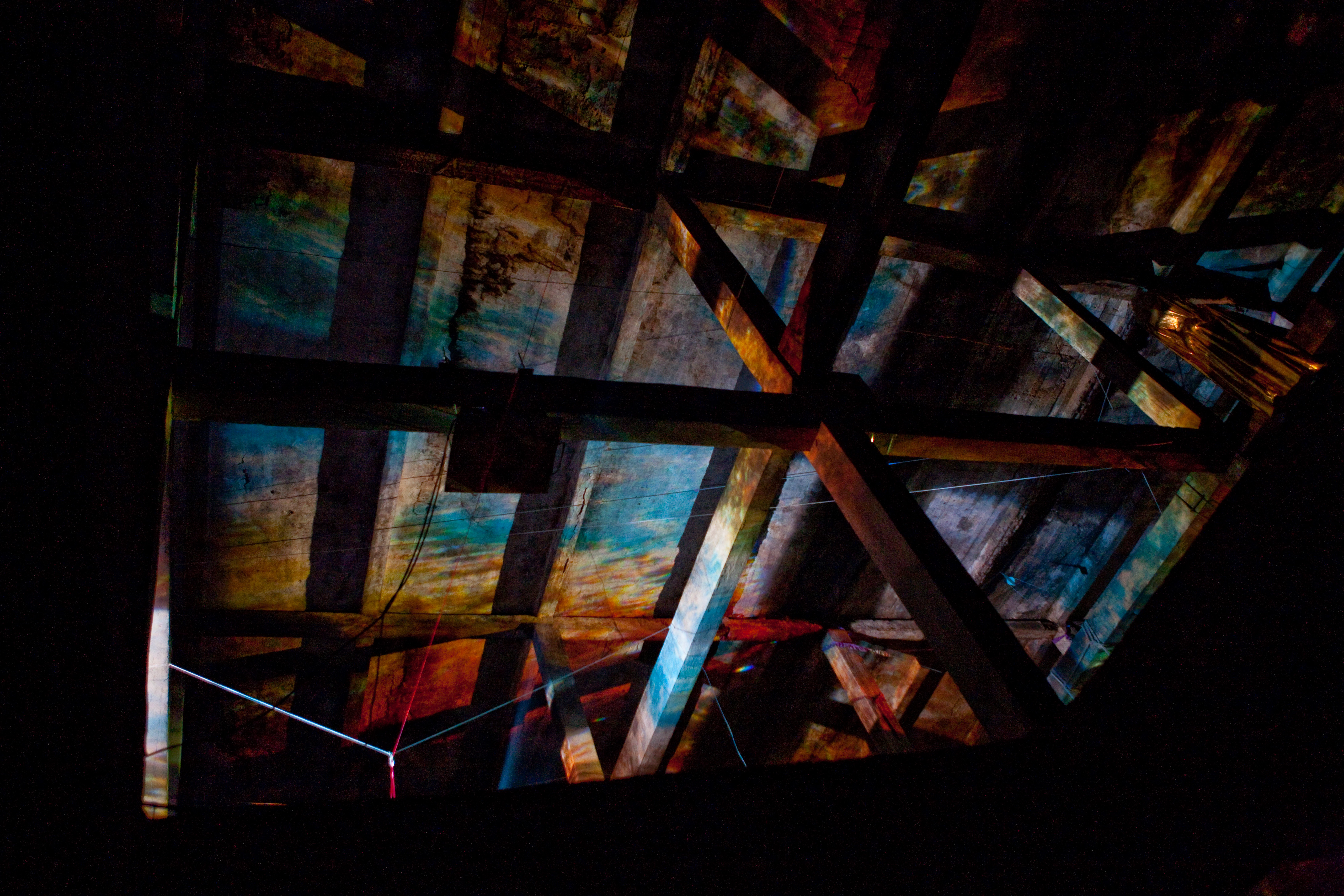
Театр в Полях. Под крышей — небо
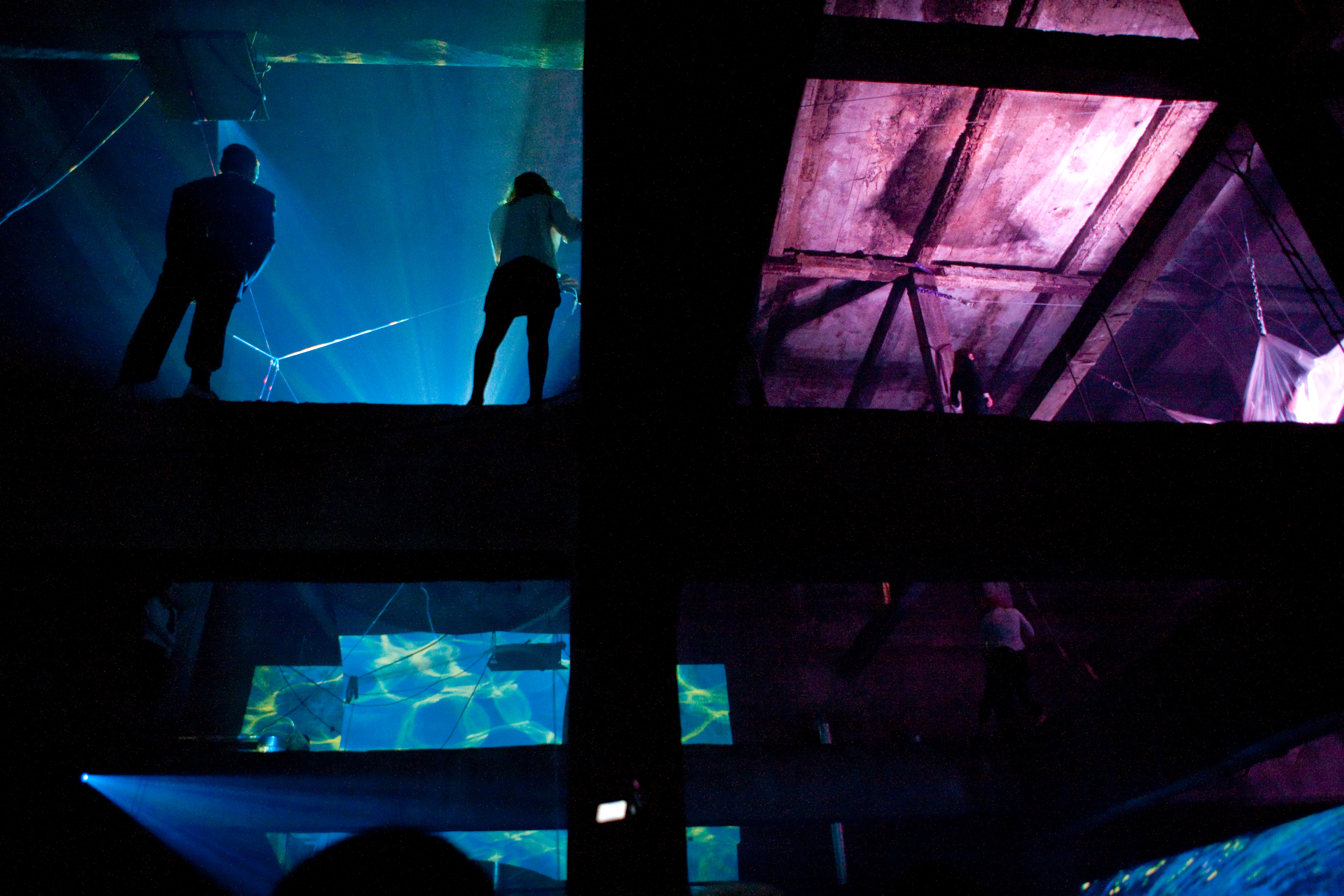
Театр в Полях. Две стихии
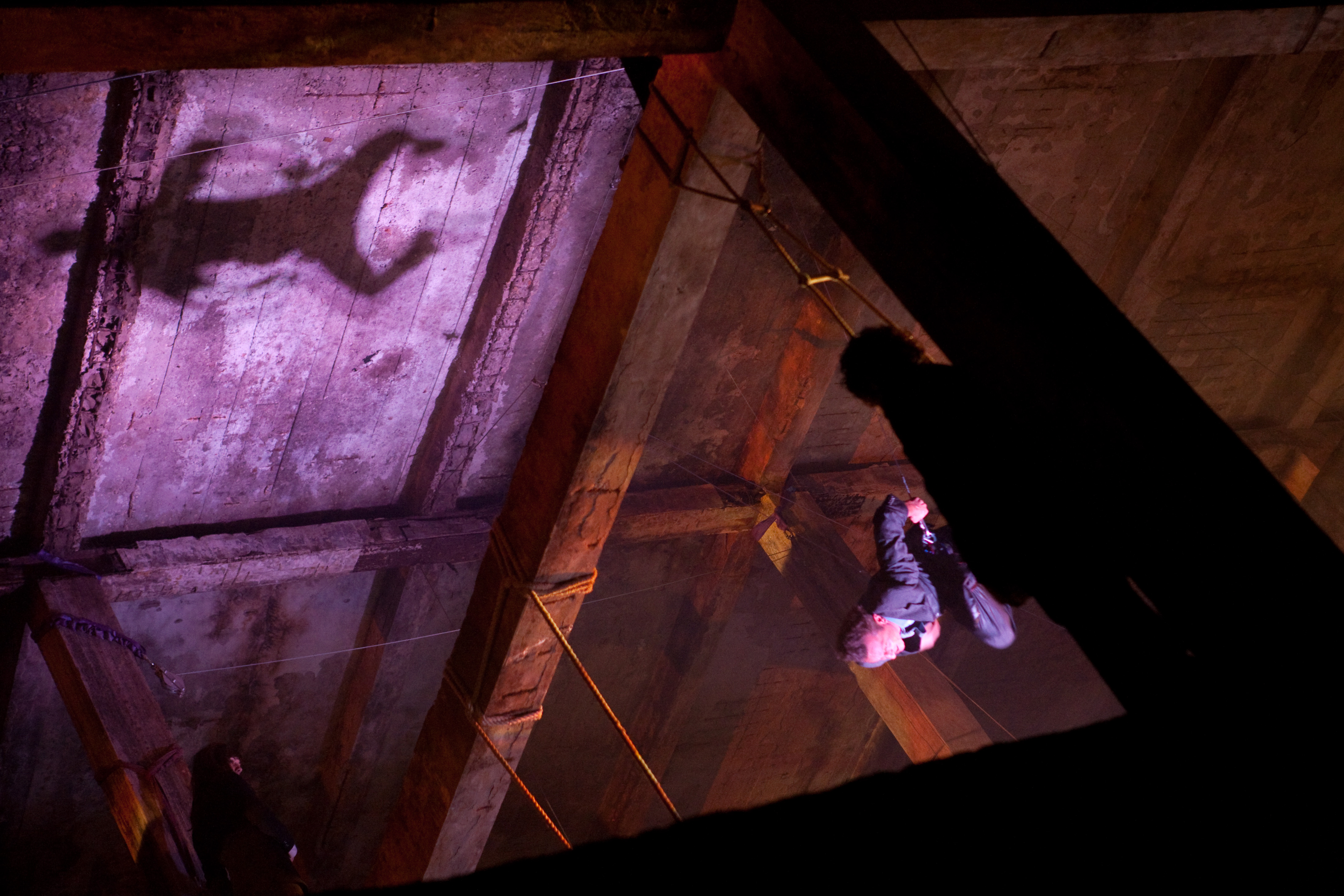
Театр в Полях. Урок полёта
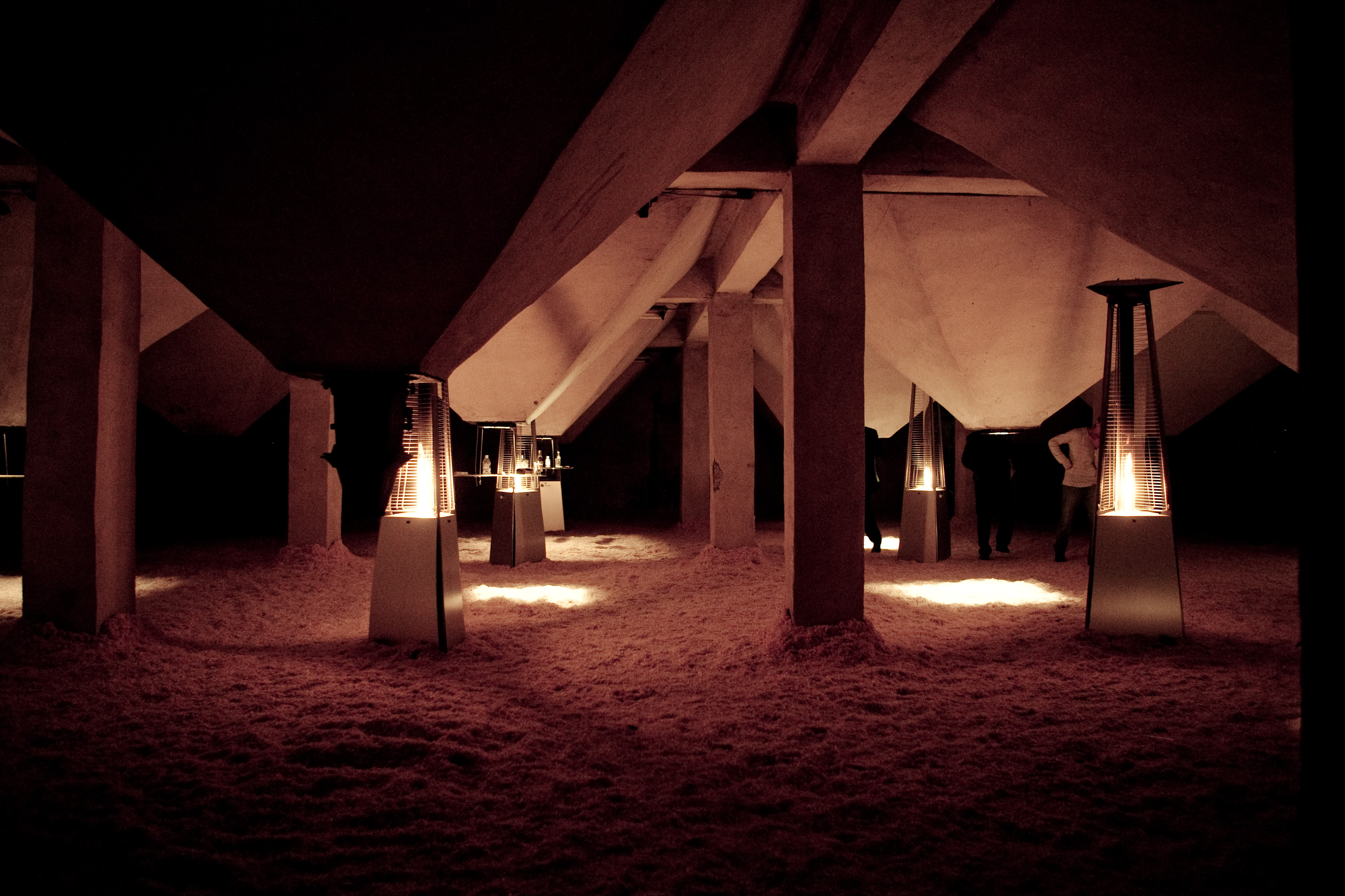
Театр в Полях. Сыпка света

## Персональные выставки
- East-side gallery (1991, Берлин)
- Галерея Amade (1992, Франкфурт-на-Майне)
- «Дурная бесконечность» (1993, ЦДХ).

## Фильмография
| год  | фильм                   | участие              |
| 1974 | Раба любви (1-я версия) | художник-постановщик |
| 1983 | Сказка странствий       | художник-постановщик |
| 1986 | Кин-дза-дза!            | художник-постановщик |
| 1988 | Жена керосинщика        | художник-постановщик |
| 1988 | Остров ржавого генерала | художник-постановщик |

## Премии, призы и награды
- 1972 — приз Парижской синематеки за мультфильм «Мастер из Кламси» (1972)
- Премия за изобразительное решение фильма «Кин-дза-дза!» на фестивале[англ.] в Сан-Пауло.